# Ludvig Lorenz
Pour les articles homonymes, voir Lorenz.
Ludvig Lorenz (18 janvier 1829 à Elseneur - 9 juin 1891) est un physicien et mathématicien danois. Il ne doit pas être confondu avec le physicien néerlandais Hendrik Lorentz.
Ludvig Lorenz a fait ses études supérieures à l'Université technique de Copenhague. Il est devenu professeur à l'Académie militaire de Copenhague en 1876. À partir de 1887, ses travaux de recherche furent financés par la fondation Carlsberg.
Ludvig Lorenz a développé des formules mathématiques pour décrire des phénomènes tels que, d'une part, la relation entre la réfraction de la lumière et la densité d'un milieu homogène et transparent et, d'autre part, la relation entre la température et le rapport de la conductivité thermique, κ, à la conductivité électrique, σ, d'un métal, exprimée par la loi de Wiedemann et Franz.
En effet, à la suite de l'observation expérimentale, en 1853, par Gustav Heinrich Wiedemann et Rudolph Franz, qui trouvèrent que, à une température donnée, le rapport κ/σ était quasiment le même quel que soit le métal étudié et que ce rapport était directement proportionnel à la température, Ludvig Lorenz mit cette loi expérimentale en équation et donna la valeur numérique du coefficient de proportionnalité, L, entre le rapport κ/σ et la température, T, exprimée en kelvins. Ce coefficient, L, est maintenant connu comme le « nombre de Lorenz ».
Quant à son travail concernant la propagation de la lumière dans un milieu homogène et le passage de la lumière d'un matériau à un autre, ce fut en 1869 qu'il publia la relation mathématique liant l'indice de réfraction à la densité d'un milieu. Cette même relation fut également découverte (indépendamment de Ludvig Lorenz) par Hendrik Lorentz en 1870, et est donc connue comme l'équation de Lorenz et Lorentz.
En utilisant la théorie électromagnétique de la lumière, Ludvig Lorenz postula ce qui est connu comme la condition de jauge de Lorenz, et parvint à en déduire une valeur correcte pour la vitesse de la lumière.
Ludvig Lorenz développa aussi une théorie sur la diffusion de la lumière mais il ne publia cette théorie qu'en danois, en 1890. Plus tard, en 1908, Gustav Mie redécouvrit, d'une façon indépendante, cette théorie qui est parfois citée comme la théorie de Lorenz-Mie.

## Œuvres
- Ludvig Lorenz, « Sur la lumière réfléchie et réfractée par une sphère (surface) transparente ». In Œuvres scientifiques de L. Lorenz, revues et annotées par H. Valentiner. Tome Premier, Libraire Lehmann & Stage, Copenhague, 1898-1904, p 403-529, [lire en ligne]
- Œuvres scientifiques de L. Lorenz, revues et annotées par H. Valentiner. Tome second, Libraire Lehmann & Stage, Copenhague, 1898-1904, [lire en ligne]